# Operace Bodenplatte
Operace Bodenplatte (německy: Unternehmen Bodenplatte) ze dne 1. ledna 1945 byla posledním velkým pokusem německé Luftwaffe uštědřit spojeneckému letectvu paralyzující úder a zvrátit tak vývoj vzdušné války v rámci druhé světové války. Operace byla pro německou Luftwaffe Pyrhovým vítězstvím, jelikož ztráty, které německé letectvo utrpělo, byly nenahraditelné. Hlavním cílem útoku bylo dosažení vzdušné nadvlády, toho se však docílit nepodařilo a spojeneckému letectvu se navíc utrpěné ztráty podařilo vykompenzovat již během několika týdnů.